# Uxía Casal
Uxía Casal Silva (Santiago de Compostela, 13 de mayo de 1957) es una escritora española en lengua gallega de literatura juvenil de ciencia ficción.

## Trayectoria
Licenciada en Historia del Arte Moderno y Contemporáneo en 1979 y en Filología Hispánica en 1984 por la Universidad de Santiago de Compostela. En ese último año se marcha a Orense, donde impartió clases de Lengua y Literatura Gallega durante dieciocho años. Se jubiló en 2003 por problemas de salud. Residió en Nigrán y Ribeira.
El colectivo A Sega la eligió como A Nosa Señora das Letras de 2021, en el VIII Día das Galegas nas Letras.

## Obra

### Literatura infantil y juvenil
- Un ano de fábula en catro estacións (1994). Sotelo Blanco. 88 págs. Ilustraciones de Ana Costas. ISBN 978-84-7824-211-5.
- As ás de Xenoveva 1996. Galaxia, Árbore. 132 págs. ISBN 978-84-8288-759-3.
- Saturno tamén é deus 1997. Galaxia, Descuberta. 108 págs. ISBN 978-84-8288-163-8. Relatos.
- O faro de Arealonga (2001). Xerais. 264 págs. ISBN 978-84-8302-707-3. ePub: ISBN 978-84-9121-173-0. Novela.
- Sede en Ourense (2005). Galaxia, Costa Oeste. 108 págs. ISBN 978-84-8288-798-2. Novela.

### Narrativa
- Vidas exemplares (2006). Xerais. 160 págs. ISBN 9788497824699. Relatos.

### Obra colectiva
- Mini-relatos (1999). Libraría Cartabón.
- Narradoras (2000). Xerais.
- Longa lingua (2002). Xerais.
- Tarde de aventuras, en Contos de ogras, aventuras, baladas e piratas (2006). Junta de Galicia.
- From the beginning of the sea (2008). Foreign Demand.